# Helicopsyche helicifex
Helicopsyche helicifex là một loài Trichoptera trong họ Helicopsychidae. Chúng phân bố ở miền Cổ bắc.